# アルバトロス D.II
アルバトロス D.II
Albatros D.II
- 用途：戦闘機
- 設計者：ロベルト・テレン
- 製造者：アルバトロス・フルークツォイクヴェルケ
- 運用者ドイツ帝国軍航空隊
  - オーストリア＝ハンガリー帝国軍航空隊
- 運用開始：1916年

アルバトロス D.II（Albatros D.II）は第一次世界大戦で使用されたドイツの戦闘機である。ドイツ戦闘機隊の初期の装備機として大きな戦果を上げたあと、徐々にアルバトロス D.IIIに座を譲った。

## 設計と開発
アルバトロスの設計者テレン、シューベルトおよびグネディッヒは、アルバトロス D.Iの視界が十分でないというパイロットの不満への回答としてD.IIを生み出した。その解決策とは、上翼を36 cm胴体に近づけ、併せて若干前に移動させるというものだった。それに合わせて胴体と上翼との間の支柱も再構成され、このことも視界の改善に役立った。それ以外の部分、胴体、エンジン、武装などはD.Iと同一であり、基本的な性能も変わらなかった。Idflieg（航空部隊監察局）は1916年8月に最初の100機の発注を行った。
1916年11月、Idfliegは作戦用航空機へのヴィントホフ「耳型」ラジエターの使用を禁止した。ヴィントホフ製のラジエターがその冷却の対象であるエンジンのクランクケースより低い位置にあり、左右いずれのラジエターが被弾しても、それによって冷却剤が流出してエンジンが故障してしまうということがその理由だった。D.IIの後期生産型は上翼の中央部にテフェス・ウント・ブラウン製の「翼型」ラジエター（テフェス社は21世紀の現在も存在する）を備えるように変更された。

## 運用歴
D.IIは、ドイツ航空隊で最初に戦闘機に特化して編成された第2戦闘機隊（Jasta 2）の最初の装備機となった。本機を操縦したパイロットの中には有名なオスヴァルト・ベルケやマンフレート・フォン・リヒトホーフェンも含まれる。D.IIはその高速と重武装で連合国のエアコー DH.2やニューポール 11などの戦闘機から制空権を奪い返した。
アルバトロス社はD.IIを200機製作し、LVG（Luft-Verkehrs-Geselleschaft）はさらに75機をライセンス生産した。運用機数は1917年1月にピークに達し、214機が配備されていた。D.IIは1917年を通じて活躍した。1917年6月30日になってもまだ72機が最前線にあり、はるかに多数のD.IIIやD.Vが配備済みとなった11月にさえ、11機のD.IIと9機のD.Iがまだ使われていた。
また、Oeffag（Oesterreichische Flugzeugfabrik社）はオーストリア軍航空隊（Luftfahrtruppen）向けにD.IIのライセンス生産を行った。オーストリア機は185馬力のオーストリア・ダイムラーのエンジンを使用し、テフェス・ウント・ブラウン式の翼面装備のラジエターを備えていた。OeffagのD.II生産は16機にとどまり、以降の生産はアルバトロスD.IIIに移った。

## 運用者
- オーストリア＝ハンガリー帝国 - オーストリア＝ハンガリー帝国軍航空隊(K.u.K. Luftfahrtruppen)
- ドイツ帝国 - ドイツ帝国軍航空隊(Luftstreitkräfte)
- ポーランド - ポーランド空軍（大戦後）

## 性能諸元（D.II）
諸元
- 乗員: 1
- 全長: 7.40 m
- 全高: 2.59 m
- 翼幅: 8.50 m
- 翼面積: 24.5 m2
- 空虚重量: 637 kg
- 運用時重量: 888 kg
- 動力: メルツェデス D.III 6気筒レシプロ、 （160 hp）   × 1

性能
- 最大速度: 175 km/h （95 kt）
- 航続距離:  （1.5時間）
- 実用上昇限度: 5,180 m
- 上昇率: 3 m/s

武装
- 前方発射7.92 mm LMG 08/15 機銃 ×2

## 参考資料